# Bitka pri Termopilah
Bitka pri Termopilah je prva bitka druge perzijske invazije v grško-perzijskih vojnah. Leta 480 pr. n. št. so Perzijci vdrli na grško ozemlje in ogrozili Atene. Pri Termopilah jih je pričakala špartanska vojska pod vodstvom kralja Leonidasa. V soteski je zaradi izdaje po odporu padlo vseh 300 Špartancev s kraljem Leonidasom na čelu.

## Priprave na bitko
Termopile (Vroče Duri v grščini) je bil ozek kanjonski prehod med dvema pečinama. Bil je znan po svojih vročih poletjih. Na eni strani je bila dolina gorata, na drugi pa je bil malijski zaliv, zato so bile Termopile zelo lahko branljive. Do Aten ni bilo več tako lahko branljivega mesta.
Perzijskega kralja Dareja, očeta kralja Kserksa, so deset let prej porazili Grki pri Maratonu. Kserks je s svojo vojsko (zgodovinarji ocenjujejo od 10 000 - 250 000 mož) prečkali Helispont (Dardanele) leta 480 pr. n. št. in napredovali proti severni Grčiji ob obali, po morju jih je spremljalo perzijsko ladjevje. Kserks je uničil vsako mesto na svoji poti. Grki so si za mesto odpora izbrali Termopile.

## Pred bitko
Špartanski kralj Leonidas se je s svojimi možmi postavil v prelaz, za njim so stali Grki. Mesto, ki so ga morali braniti, je bilo označeno z majhnim zidom. Po štirih dneh so Perzijci pognali prvi napad. Leonidas je poslal Grke v prvo bojno črto in Špartance umaknil v ozadje.

## Bitka
Grki so se formirali v falango in so se začeli pomikati proti Perzijcem. Med napadom so perzijski lokostrelci poskušali razkropiti spartanske vrste. Ker jim to ni uspelo, so napadli perzijski pešaki. Leonidas je s svojimi vojaki okrepil grško falango. Ko so se Grki utrudili, jih je Leonidas poslal nazaj. Kserksovi vojščaki niso uspeli prebiti falange, predvsem zaradi slabe opreme in nenavajenosti na teren. 
Tudi naslednji dan Perzijci niso naredili nobenega napredka. Zato je Kserks v boj poslal svojo osebno gardo, nesmrtne. Špartanci so tudi tokrat ubranili svoje vrste.

## Izdaja Grkov
Grk Efialt je v zameno za bogastvo pokazal Kserksu pot Špartancem za hrbet. Leonidas je to izvedel prepozno. Vedel je, da bodo boki uničeni, kar bo vodilo v gotov poraz.
Glavnino vojske je poslal domov (te so v domovih sprejeli kot izdajalce). Ker je Leonidas zavrnil predajo, jih je Kserks napadel z obeh strani.
Ko je padel Leonidas, so se vsi vojaki nagnetli ob njegovem truplu, da ga Perzijci ne bi dobili v roke. Ker Kserks s pešaki ni dosegel ničesar zaradi močne formacije Špartancev, jih je napadel z lokostrelci, ki so dokončno razbili njihov odpor.

## Po bitki
Po končani bitki je Kserks ukazal poiskati truplo Leonidasa, mu odsekati glavo in jo natakniti na kol. Demoralizirana perzijska vojska v nadaljnji kampanji ni imela uspeha.